# Fröslundasköldarna

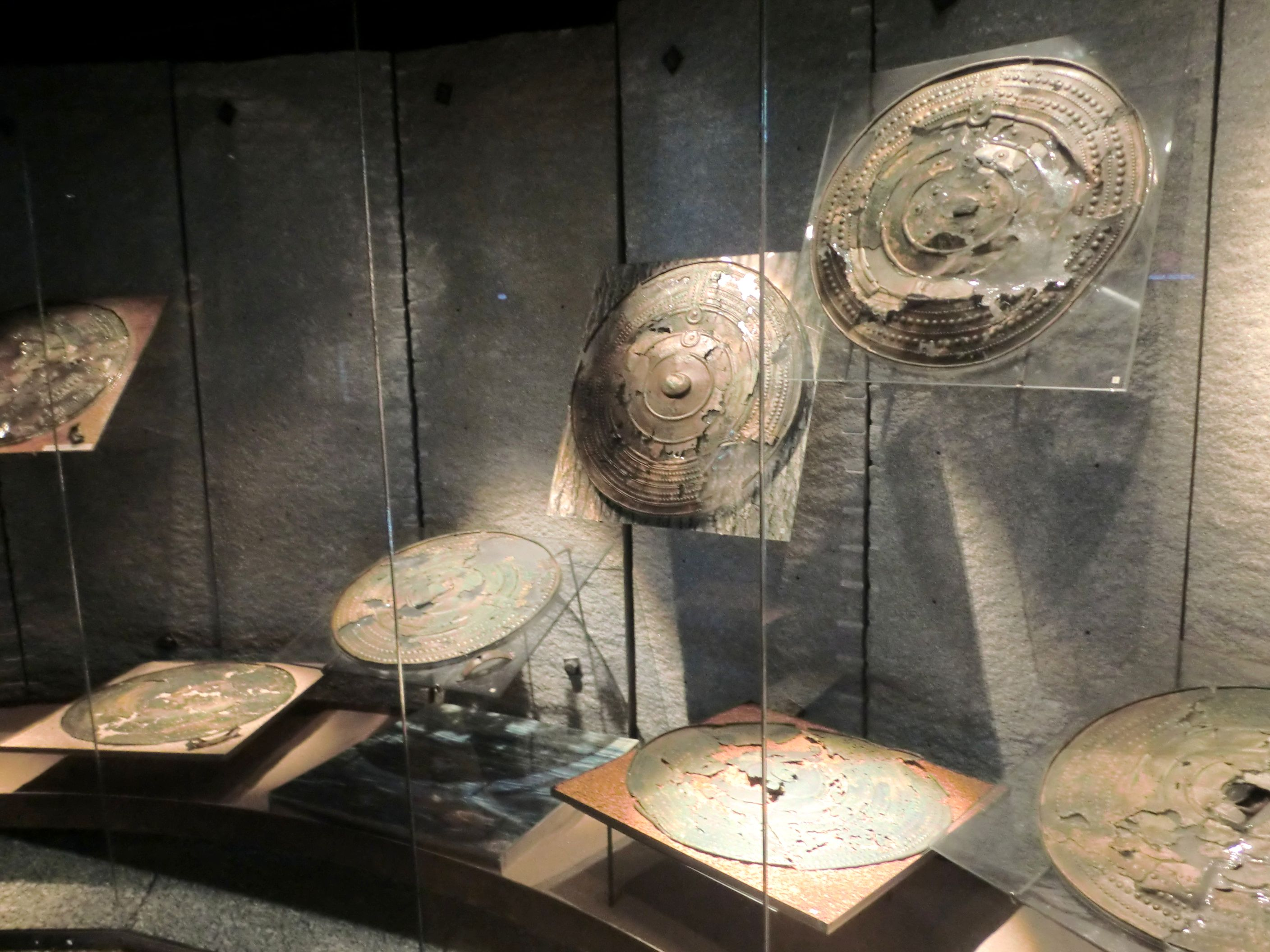
Några av Fröslundasköldarna från utställningen "Mellan is och eld" på Västergötlands museum.

Fröslundasköldarna är namnet på det världsunika samlade fynd av minst 14 ceremonisköldar från bronsåldern, som hittades hösten 1985 vid plöjningsarbete på Fröslunda gård, Sunnersbergs socken på Kålland, nordväst om Lidköping.
Efter restaurering ingår några av sköldarna idag i en av basutställningarna på Västergötlands Museum i Skara.

## Inledning
Lantbrukaren Bert Ivarsson på Fröslunda gård, Kålland, höll på med höstplöjning i november 1985 då plogen lyfte upp något som Bert uppfattade som ett "grönt lôck". Med misstanke om att det kunde vara något fornfynd kontaktade han arkeologer. En snabb besiktning konstaterade att det var flera lövtunna bronsålderssköldar i fyndet.
I maj 1986 grävde arkeologer ut ett 5 x 6 meter stort schakt på fyndplatsen. Inom en yta på mindre än 4 kvadratmeter låg en koncentration av sköldar, de flesta med framsidan upp. Sköldarna är tillverkade av 0,3-0,5 mm tunn bronsplåt och har en diameter på cirka 60 cm.

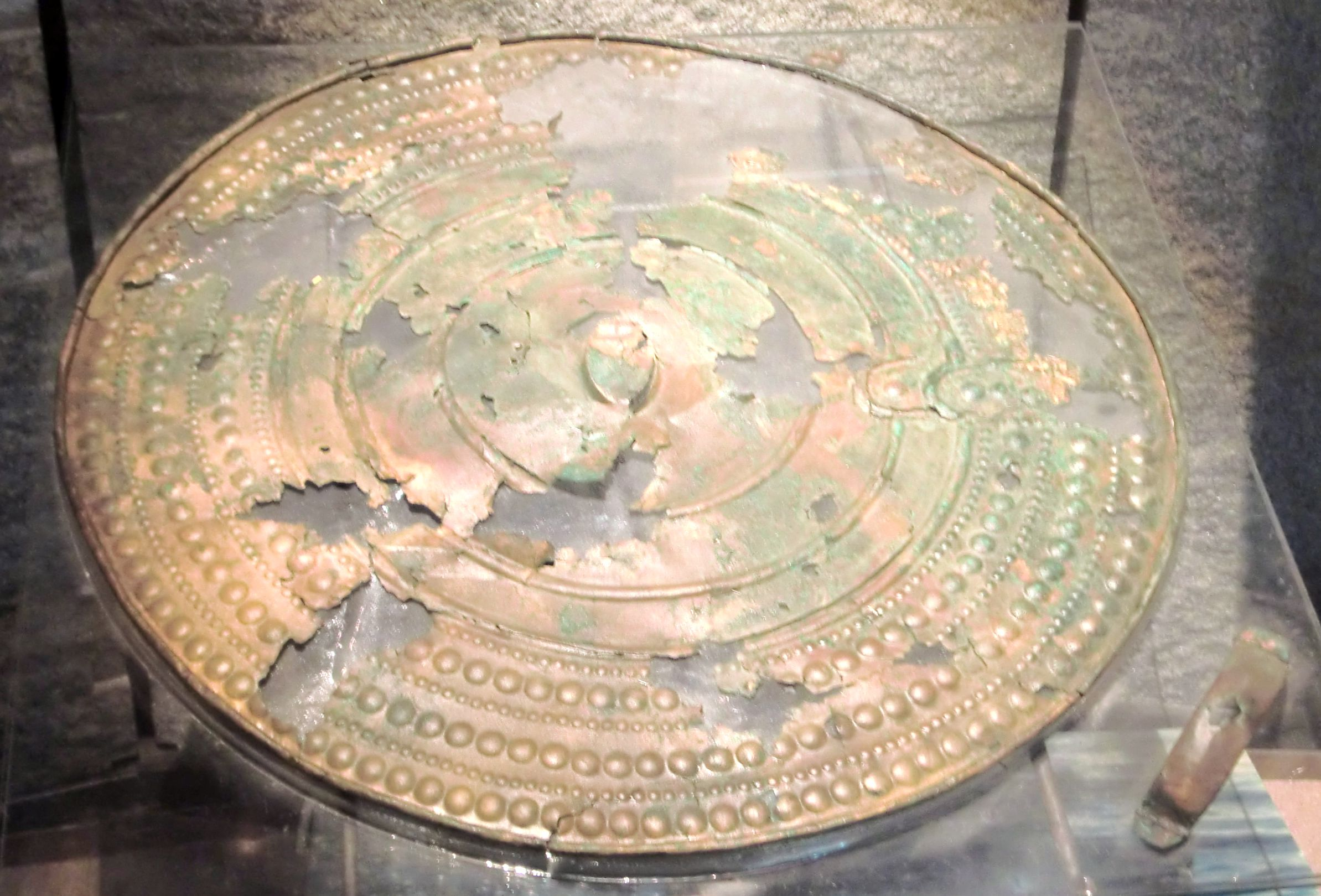
En av de lövtunna Fröslundasköldarna med sitt mönster av Herzsprungtyp.

## Om sköldarna
Sköldarnas tunna plåt visar att de inte är tillverkade för att användas i strid, utan är snarare praktfulla ceremoniredskap. De tillhör en grupp av praktsköldar från yngre bronsålder, som efter en fyndplats i östra Tyskland kallas Herzsprungsköldar. Mindre än 20 Herzsprungsköldar var kända före 1985, flertalet från Danmark och Irland. Bara en var svensk, Nackhälleskölden, som hittades 1865 i en mosse i Halland.